# 安藤良平
安藤 良平（あんどう りょうへい、1988年2月3日 - ）は、神奈川県出身のフットサル選手。日本フットサルリーグ（Fリーグ）の湘南ベルマーレ所属。ポジションはフィクソ/アラ/ピヴォ。日本代表。

## 経歴

### 湘南ベルマーレ
神奈川大学サッカー部でのポジションはサイドハーフ。大学卒業と同時に神奈川県フットサル1部リーグのライオンズフットサルクラブ(lions futsal culb)に加入、背番号10を背負ってプレーした。2011年にはFリーグの湘南ベルマーレに加入し、2013-14シーズンには30試合出場14得点を挙げている。それまではアラなどでプレーしていたが、2014-15シーズンにはフィクソに転向した。2014年11月2日のヴォスクオーレ仙台戦でFリーグ通算100試合出場を達成した（91人目）。

### 名古屋オーシャンズ
2016年3月19日には2015-16シーズン終了後の名古屋オーシャンズ移籍が発表された。名古屋はすでにペドロ・コスタの新監督就任を発表しており、ペドロ・コスタが安藤の獲得をクラブに要請したという。名古屋での背番号はペドロ・コスタが付けていた14を引き継いだ。4月には初めて木暮賢一郎暫定監督によって日本代表に初招集され、国際大会に臨んだ。7月には名古屋オーシャンズの一員としてAFCフットサルクラブ選手権に出場して優勝。グループリーグのチョンブリ・ブルーウェーブFC（タイ）戦と準決勝のディバ・アル・ヒスンSC（UAE）戦で得点を挙げた。

### 湘南ベルマーレ復帰
2025年3月、湘南ベルマーレへの復帰が発表された。

## 所属クラブ

### サッカー
- 神奈川県立逗葉高校
- 神奈川大学

### フットサル
- 2010-2011 ライオンズフットサルクラブ（神奈川県1部）
- 2011-2016 湘南ベルマーレ（Fリーグ）
- 2016-2025 名古屋オーシャンズ（Fリーグ）
- 2025- 湘南ベルマーレ（Fリーグ）

## 個人成績
| 国内大会個人成績 | 国内大会個人成績 | 国内大会個人成績 | 国内大会個人成績 | 国内大会個人成績             | 国内大会個人成績 | 国内大会個人成績 | 国内大会個人成績 | 国内大会個人成績 | 国内大会個人成績 | 国内大会個人成績 | 国内大会個人成績 |
| 年度             | クラブ           | 背番号           | リーグ           | リーグ戦                     | リーグ戦         | リーグ杯         | リーグ杯         | オープン杯       | オープン杯       | 期間通算         | 期間通算         |
| 年度             | クラブ           | 背番号           | リーグ           | 出場                         | 得点             | 出場             | 得点             | 出場             | 得点             | 出場             | 得点             |
| 日本             | 日本             | 日本             | 日本             | リーグ戦                     | リーグ戦         | オーシャン杯     | オーシャン杯     | 全日本選手権     | 全日本選手権     | 期間通算         | 期間通算         |
| ---------------- | ---------------- | ---------------- | ---------------- | ---------------------------- | ---------------- | ---------------- | ---------------- | ---------------- | ---------------- | ---------------- | ---------------- |
| 2011-12          | 湘南             | 7                | Fリーグ          |                              |                  |                  |                  |                  |                  |                  |                  |
| 2012-13          | 湘南             | 7                | Fリーグ          |                              |                  |                  |                  |                  |                  |                  |                  |
| 2013-14          | 湘南             | 7                | Fリーグ          | 30                           | 14               |                  |                  |                  |                  |                  |                  |
| 2014-15          | 湘南             | 7                | Fリーグ          |                              |                  |                  |                  |                  |                  |                  |                  |
| 2015-16          | 湘南             | 7                | Fリーグ          | 30                           | 13               | 2                | 2                | 3                | 3                | 35               | 18               |
| 2016-17          | 名古屋           | 14               | Fリーグ          |                              |                  |                  |                  |                  |                  |                  |                  |
| 通算             | Fリーグ          | Fリーグ          | カテゴリー       |                              |                  |                  |                  |                  |                  |                  |                  |
| 総通算           | 総通算           | 総通算           | 総通算           | \|\|\|\|\|\|\|\|\|\|\|\|\|\| |                  |                  |                  |                  |                  |                  |                  |